# Essy Amara
Pour les articles homonymes, voir Amara.
Essy Amara, né le 20 décembre 1944 à Bouaké et mort le 7 avril 2025 à Abidjan, est un homme politique et diplomate ivoirien. 
Proche de Félix Houphouët-Boigny, il est ministre des Affaires étrangères de la Côte d’Ivoire entre 1990 et 2000, et à ce titre il est président de la 49e session de l'Assemblée générale des Nations unies entre septembre 1994 et septembre 1995.
Secrétaire général de l'Organisation de l'unité africaine (OUA) en 2001, il devient président intérimaire de la Commission de l'Union africaine, lors de la création de celle-ci en juillet 2002.

## Carrière diplomatique
Essy Amara commence sa carrière diplomatique en 1971, à l'âge de 27 ans au Brésil, comme premier conseiller de l'ambassade de Côte d'Ivoire. Et deux ans plus tard à New York, à la mission permanente de la Côte d'Ivoire auprès des Nations unies. Félix Houphouët-Boigny l'envoie ensuite en Suisse comme ambassadeur extraordinaire et plénipotentiaire. 
Jusqu'en 1978, Essy Amara est président du « Groupe africain » et du Groupe des 77 à l'ONU, à Genève. Il est en outre chargé de diriger un groupe de travail pour la transformation de l'ONUDI en une institution spécialisée de l'ONU. Dans le même temps, il est désigné porte-parole du Groupe africain, lors de la conférence des « 77 » pour la préparation de la CNUCED IV. Il est également président de la deuxième Commission chargée de la création d'un fonds commun des produits de base.
Félix Houphouët-Boigny le nomma en 1981 à New-York, comme représentant permanent de la Côte d'Ivoire avec la charge d'ambassadeur auprès de l'Argentine et de Cuba. 
En 1989, il réussit, malgré l'hostilité de certains pays africains et du monde arabe, à faire élire, dès le premier tour, la Côte d'Ivoire en qualité de membre non permanent du conseil de sécurité de l'ONU, dont il assume la présidence à partir du 1er janvier 1990. Il dirige cette année-là plusieurs groupes de travail et participe au conseil d'administration de l'Institut des Nations unies pour la recherche et la science, ainsi qu'au conseil d'administration du lycée français de New York.
Au total, Essy Amara reste huit ans à la mission permanente de la Côte d'Ivoire à l'ONU comme ambassadeur.

## Carrière politique
En 1990, Essy Amara est désigné ministre ivoirien des Affaires étrangères, poste qu'il occupe jusqu'en 1998 avant d'être nommé ministre d'État et ministre des Affaires étrangères et de la Coopération internationale (1998-1999).

### Sous Félix Houphouët-Boigny
En 1990, à la demande du président Félix Houphouët-Boigny, il accepte les fonctions de ministre des Affaires étrangères, et pour la première fois depuis 1971, Essy Amara déménage dans son pays.
Il a servi d'émissaire personnel du président ivoirien Félix Houphouët-Boigny sur plusieurs questions diplomatiques délicates concernant l'Afrique du Sud de l'apartheid et le problème palestinien. Il a aussi pris une part active au règlement de plusieurs conflits africains, dont ceux de l'Angola, du Liberia, du Tchad, de la Somalie, du Burkina Faso et de la Sierra-Leone. 
Félix Houphouët-Boigny n'aimait guère les fréquents déplacements par avion, Essy Amara, devenu son ministre des Affaires étrangères, accomplissait certains déplacements à sa place, y compris auprès de ses homologues chefs d'État. Il était par ailleurs souvent à bord de l'avion présidentiel, pour la diplomatie ouverte, mais aussi la diplomatie secrète à laquelle Félix Houphouet-Boigny avait souvent recours pour dénouer des situations compliquées.

### Sous Henri Konan-Bédié
À la mort de Félix Houphouët-Boigny en 1993, il est tenté par le retrait de la scène nationale. Mais le nouveau président, Henri Konan Bédié, qui sait tout le bénéfice qu'il peut tirer du carnet d'adresses du diplomate, le maintient dans son gouvernement.
En 1994, il est élu président de la 49e session de l’Assemblée générale des Nations unies. Il devient ainsi le premier citoyen d'Afrique noire francophone à accéder à cette fonction. Essy Amara doit alors, concomitamment avec ses charges ministérielles à Abidjan, demeurer une année à New York pour assumer les nombreux voyages et réunions que lui imposent ce nouveau poste.
Il s'est également fait une réputation de médiateur chevronné sur la scène africaine, notamment en Angola, en Sierra Leone, en Somalie, mais aussi en Palestine.

#### Après le coup d'État de 1999
Le coup d'État du 24 décembre 1999, qui renverse le gouvernement civil de Côte d'Ivoire, l'amène à se retirer de la scène politique nationale.
Kofi Annan, secrétaire général de l'ONU l'appelle le 20 novembre 2000 pour l'aider à mieux gérer les effets des crises qui secouent deux pays d'Afrique centrale : le Congo-Brazzaville et la République centrafricaine. Il est nommé envoyé spécial du secrétaire général de l'ONU dans ces deux pays.
Ami personnel de Abdelaziz Bouteflika et d'Omar Bongo, il entretenait de solides relations avec Thabo Mbeki et Sam Nujoma du temps des maquis (ANC et SWAPO).
Alors que la plupart des chefs d'État avaient décidé de soutenir sa candidature au poste de secrétaire général de l'Organisation de l'unité africaine en 1997[réf. nécessaire], le président ivoirien Henri Konan Bédié renonce à l'entériner, à la dernière minute. Mais le 9 juillet 2001, il bénéficie du soutien du président Laurent Gbagbo et il est élu à 57 ans secrétaire général de l'UA, avec une majorité de 45 voix contre 3 au cours d'une session à huis clos du 37e sommet des chefs d'État et de gouvernement. Le 7 juillet 2003, Laurent Gbagbo décide du retrait de la candidature de Essy Camara au poste de président de la Commission de l’Union africaine (UA), Essy Amara s'est depuis retiré de la scène publique.
Le 7 décembre 2014, il se déclare pourtant candidat à l'élection présidentielle ivoirienne de 2015, en dissidence à la position officielle du PDCI et à d'autres candidats du parti. Avant d'y renoncer peu avant le scrutin le 7 octobre 2015.
Amara Essy meurt le 7 avril 2025 à son domicile, à Abidjan, à l’âge de 80 ans.

## Distinctions honorifiques
- Grand officier de l'ordre national ivoirien
- Grand-croix de l'ordre national de Bolivar (Venezuela)
- Grand officier de l'ordre national de San Carlos (Colombie)
- Grand-croix de Rio Branco (Brésil)
- Grand-croix de l'ordre national du Lion du Sénégal

## Publications
Thèses :
- L’Union africaine et la culture
- Ne pas désespérer l'Afrique